# Plateopsis
Plateopsis és un gènere monotípic d'arnes de la família Crambidae descrit per William Warren el 1896. La seva única espècie, Plateopsis vespertilio, descrita en el mateix article, es troba a Meghalaya, Índia.